# Milan Mrázek (fotbalista)
Milan Mrázek (* 15. května 1938 Kozlovice u Přerova) je bývalý český fotbalista (útočník nebo záložník) a trenér.

## Hráčská kariéra
Byl odchovancem DSK Viktoria Přerov. V československé lize hrál za Duklu Praha, aniž by skóroval (03.05.1959–07.06.1959). V pražské Dukle působil v letech 1957–1959.

### Prvoligová bilance
| Ročník             | Zápasy | Góly | Minuty | Klub           |
| ------------------ | ------ | ---- | ------ | -------------- |
| I. liga 1958/59    | 3      | 0    | 195    | AS Dukla Praha |
| CELKEM I. ČS. LIGA | 3      | 0    | 195    |                |

## Trenérská kariéra
Po skončení hráčské kariéry se stal trenérem.